# Йосеф Бурґ
Йосеф Бурґ (івр. יוסף בורג; 31 січня 1909 — 15 жовтня 1999) — ізраїльський політичний і державний діяч, рабин. 8,10 і 12-й міністр внутрішніх справ Ізраїлю, міністр охорони здоров'я Ізраїлю, міністр зв'язку Ізраїлю, міністр у справах релігії Ізраїлю.

## Біографія
Шломо Йосеф Бурґ народився в Дрездені в Німеччині 31 січня 1909 року в родині Авраама Бурга і Сільвії Стокамар. У 1928—1931 роках навчався одночасно в Берлінському університеті і в рабинській семінарії в Берліні.
У 1934 році отримав ступінь доктора філософії в Лейпцизькому університеті. Він продовжував вчитися в семінарії в Берліні і став рабином в 1938 році. У 1939 році він репатріював в Палестину, щоб стати науковим співробітником в Єврейському університеті в Єрусалимі.

## Політична кар'єра
В Ізраїлі Бург вступив в релігійно-сіоністську партію «Га-Поель га-мізрахі». Поряд з трьома іншими релігійними партіями, партія «Га-Поель га-мізрахі» пішла на перші вибори в Кнесет в 1949 році в загальному списку під назвою «Об'єднаний релігійний фронт». Блок завоював 16 місць і Бург став депутатом кнесету і віце-спікером.
У виборах 1951 року партія брала участь самостійно, вигравши вісім місць в кнесеті. Бурґ залишився в кнесеті і став міністром охорони здоров'я в третьому уряді. У четвертому, п'ятому і шостому урядах він займав пост міністра зв'язку Ізраїлю, посаду, яку він зберіг до 1958 року.
У 1956 році партія «Га-Поель га-мізрахі» об'єдналася зі своїми ідеологічними близнюками з партії «Мізрахі», сформувавши Національно-релігійну партію (МАФДАЛ). Партія «МАФДАЛ» була неодмінним членом всіх урядів до 1992 року, і як один з провідних членів партії, Бурґ зберігав міністерський пост в кожному кнесету аж до своєї відставки з кнесету в 1986 році. Бург перебував на посаді міністра соціального забезпечення, міністра внутрішніх справ, міністра без портфеля і міністра у справах релігії.
У 1977 році він став президентом Всесвітнього руху Мізрахі.
Йосеф Бурґ є батьком Авраама Бурґа, який був спікером п'ятнадцятого кнесету.
Йосеф Бурґ помер 15 жовтня 1999 року в 91-му році життя в медичному центрі Шаарей-Цедек в Єрусалимі.